# Triclistus castilloai
Triclistus castilloai – gatunek błonkówki z rodziny gąsienicznikowatych i podrodziny Metopiinae.
Gatunek ten został opisany w 2013 roku przez Mabel Alverado i Alexandra Rodrigueza-Berrio na podstawie samic, odłowionych w 2007 i 2008 roku. Epitet gatunkowy nadano na cześć Carola Castillo, który odłowił materiał typowy.
Błonkówki te mają głowę czarną z rudobrązowymi narządami gębowymi, żółtawobrązowymi spodami nasadowych członów biczyka czułków i brązowymi wierzchami czułków. Biczyk czułka składa się z 26–30 członów, z których drugi jest 2,2–2,3 raza dłuższy niż szeroki. W widoku grzbietowym głowę charakteryzują lekko opadające policzki. Powierzchnia policzków jest w większości punktowana. Nasadowa część twarzy jest płaska. Nadustek ma prostą krawędź. Warga górna jest niewidoczna przy zamkniętych żuwaczkach. Długość powierzchni malarnej wynosi 0,7–0,8 szerokości nasady żuwaczki. Mezosoma jest czarna z kremowymi tegulami, w większości gładka, błyszcząca i punktowana. Tarcza śródplecza jest lekko wypukła z przodu i wklęśnięta z tyłu. Metapleury porastają izolowane szczecinki. Pozatułów jest dość długi, w widoku bocznym lekko opadający z przodu i zaokrąglony ku dołowi z tyłu. Listewki: poprzeczna i podłużne środkowo-boczne pozatułowia są w pełni wykształcone. Tylna listewka poprzeczna jest zakrzywiona na połączeniach z podłużnymi środkowo-bocznymi. Skrzydła są przezroczyste, z brązowymi pterostygmami. Te przedniej pary mają od 4,5 do 4,6 mm długości i wyposażone są w żyłkę 3rs-m (żyłkę poprzeczną łączącą sektor radialny i żyłkę medialną). Przednie odnóża są żółtobrązowe, środkowe są czarne z kremowymi: wierzchołkami bioder, spodami krętarzy, spodami i szczytami ud i wierzchami goleni, zaś tylne są czarne z kremowymi: wierzchołkami bioder, szczytowymi połowami ud, wierzchami goleni z wyjątkiem ich nasad i spodami ich nasadowej połowy. Metasoma jest czarna. Pierwszy jej tergit ma listewki środkowo-boczne do 0,4 jego długości, a długość drugiego jej tergitu jest równa jego szerokości.
Owad neotropikalny, endemiczny dla Peru, znany z lokalizacji typowej w Waiqecha oraz z San Pedro w Valle de Qosñipata. Oba stanowiska znajdują się w regionie Cuzco, odpowiednio na wysokościach: 2865 i 1302 m n.p.m.